# Перепёлкин, Евгений Яковлевич
Евге́ний Я́ковлевич Перепёлкин (19 февраля [4 марта] 1906, Санкт-Петербург — 13 января 1938, Мариинск) — советский астроном. Младший брат египтолога Юрия Яковлевича Перепёлкина.
Родился в Санкт-Петербурге в дворянской семье офицера флота, инженера-артиллериста, изобретателя оптических прицелов к орудиям Якова Николаевича Перепёлкина.
В 1925 году окончил Ленинградский университет, затем учился в аспирантуре Пулковской обсерватории. С 1929 года работал в Пулковской обсерватории (с 1934 — профессор, заведующий лабораторией астрофизического сектора).
В 1929 году в законном браке у Евгения Яковлевича родился сын Кирилл Евгеньевич Перепелкин (1929-2011).
Арестован 11 мая 1937 года по так называемому «пулковскому делу». Приговорен к 5 годам тюрьмы. Во время отбывания наказания в Мариинском ИТЛ Красноярского края приговорён к расстрелу тройкой НКВД. Реабилитирован в 1956 году.
Основные научные работы посвящены солнечной физике — исследованию вращения Солнца, определению высоты флоккулов, изучению природы протуберанцев и структуры хромосферы. Предложил новый индекс далекой ультрафиолетовой радиации Солнца, ответственной за ионизацию верхних слоев атмосферы Земли. Выполнил большое количество наблюдений с целью получения длинных рядов этого индекса. Положил начало систематическим исследованиям Солнца как в Пулковской обсерватории, так и в СССР. В 1931 году выступил с инициативой организации службы Солнца в СССР, после создания этой службы в 1932 году возглавил её. Принимал участие в создании первых в СССР солнечных наблюдательных приборов, в частности двойного спектрогелиографа и большого солнечного телескопа. Был одним из главных организаторов наблюдений полного солнечного затмения 1936 года, участник экспедиции в Швецию для наблюдения солнечного затмения в 1927 году. Занимался изучением переменных звезд, метеорных потоков, Марса во время великого противостояния 1924 года. Исследовал параллакс и собственное движение звезды Барнарда. Совместно с А. Н. Дейчем в 1931—1932 выполнил измерения и обработку снимков избранных площадок Каптейна с целью исследования собственных движений звезд.
Именем Перепёлкина названы кратер Перепёлкин на Луне, а также кратер на Марсе.

## Научные труды
- Uber die Rotationsgeschwindigkeit der verschiedenen Schichten der Sonne // Zs. f. Astroph. 6, 1 und 2 Heft, 1933.
- Uber die Struktur der Sonnenchromosphere // Zs. f. Astroph. 6, с. 245—258, 1933.
- The ultra-violet radiation of the Sun and the prominences // Циркуляр ГАО № 10, с. 7-8, 1934.
- Study of helium D3 line in the spectrum of chromosphere // Известия ГАО № 122, с. 1-16, 1935 (совместно с О. А. Мельниковым).
- Проблема вращения Солнца, как она представляется в настоящее время // Успехи астрономических наук. Сборн. 4, с. 3-21, 1935.
- Глава V в I томе и глава I во II томе Пулковского курса астрофизики. 1934, 1936 гг.
- Eigenbewengungen von 3189 Sternen in den Kapteynschen Arealen in den Zonen +75° und +60° und in dem Areal 28 (Zone +45°) // Труды ГАО, серия II, т. 45, 1935 (совместно с А. Н. Дейчем).